# 李亞男
李亞男（英語：Leanne Li Yanan，1984年11月25日—），加拿大国籍，香港女演員及節目主持，2004年溫哥華華裔小姐及2005年國際華裔小姐競選冠軍，前香港無線電視旗下經理人合約藝員，現為手工藝創作旗下藝員；丈夫為電視廣播前首席創意官（創意總監）王祖藍。

## 演藝經歷
2004年參選溫哥華華裔小姐競選奪冠，隨後參選2005年國際華裔小姐競選，並以大熱姿態奪得冠軍。同屆華姐包括陳法拉及徐子珊。隨後她與無綫電視簽約，成為旗下合約女藝員。同年8月加入《女人唔易做》劇組，該劇成為其在無綫首部電視劇的演出。
李亞男加入無綫初期在多部劇集均以小配角或閒角身份出場，直到2008年的《師奶股神》及2009年的《烈火雄心3》，她的角色才有較重的戲份，其中在《烈火雄心3》與男主角鄭嘉穎的深情吻戲開始為觀眾所留意。
之後，她不時參與王心慰監製的劇集，當中包括《Only You 只有您》、《真相》、《衝呀！瘦薪兵團》、《巨輪》及《叛逃》等。
2014年李亞男參演《忠奸人》，2015年於台慶劇《東坡家事》出演刁蠻任性的壽安郡主，2014年在《老表，你好hea！》，以及同年在劇集《潮流教主》飾演一位退役模特兒兼模特兒公司經理人萬綺華（Martha）一角，得到不少關注。於《忠奸人》一劇，其演出為其獲得多項無線獎項提名。
2017年離開無綫，並簽約其丈夫王祖藍旗下的「手工藝創作」。
現時李亞男主要與王祖藍以夫妻檔登台及參加中國大陸的真人秀，得到不少關注，微博粉絲高達200萬。

## 圈內好友及家庭
- 李亞男連同鍾嘉欣、王君馨、苟芸慧、岑麗香因同為基督教徒，數人自發組成祈禱小組「Amazing Esthers」，亦常有聚會，因基督教教義是反對婚前性行為，而當時五人均未婚，故傳媒牽連在一起並戲稱為「TVB五大處女」。[5]

- 李亞男於2014年11月19日TVB邁向48周年台慶接受王祖藍求婚。2015年2月14日，李亞男與丈夫王祖藍於九龍城浸信會教堂舉行婚禮，這對“長短腿之戀”終於修成正果。正值當時王祖藍北上發展，令兩人婚後聚少離多，更試過因抑鬱及驚恐情緒影響而兩度入院。[6]但李亞男澄清自己未有因此而患上抑鬱症，王祖藍在接受《蘋果日報》獨家專訪時表示為了多陪伴妻子並造人而準備在明年所有工作完成後暫時停工。[7]

- 2018年7月13日，李亞男在社交網站上載超聲波照，公布懷孕消息。[8]
- 2019年，李亞男自誕下女兒後，以湊女為樂，偶有出席公開活動，卻未有打算全面復工。[9]
- 2020年6月21日，李亞男與丈夫王祖藍在社交平台發佈影片，公布李亞男再度懷孕。

## 演出作品

### 電視劇（無綫電視）
| 首播   | 劇名               | 角色                |
| 2006年 | 女人唔易做         | Wendy Mok           |
| 2006年 | 愛情全保           | 余韻詩（Sammi）     |
| 2006年 | 賭場風雲           | 何琦琦（Kiki）      |
| 2007年 | 緣來自有機         | 關美琪（Candy）     |
| 2007年 | 歲月風雲           | 寶 慧               |
| 2007年 | 通天幹探           | 趙綺華（Wasabi）    |
| 2007年 | 建築有情天         | 向 晴               |
| 2008年 | 野蠻奶奶大戰戈師奶 | 嘉 嘉（大美人）     |
| 2008年 | 古靈精探           | 胡嘉蓉（Jessica）   |
| 2008年 | 法證先鋒II         | 潘安妮（Annie）     |
| 2008年 | 師奶股神           | 司徒曉心（Queenie） |
| 2009年 | 烈火雄心3          | 潘凱琳（Kristy）    |
| 2009年 | 有營煮婦           | Nancy               |
| 2010年 | 情人眼裏高一D      | 李亞男              |
| 2010年 | 搜下留情           | 鍾日朗女朋友        |
| 2010年 | 談情說案           | 蔡寶兒（Bowie）     |
| 2011年 | Only You 只有您    | 趙詠鳳（Rainbow）   |
| 2011年 | 真相               | 徐詠文（Ivy）       |
| 2011年 | 誰家灶頭無煙火     | Michele             |
| 2012年 | 衝呀！瘦薪兵團     | 沈曦雯（Flora）     |
| 2013年 | 仁心解碼II         | 唐嘉麗（Cara）      |
| 2013年 | 巨輪               | 卓 寧（Emily）      |
| 2014年 | 叛逃               | 楊仁美（Beauty）    |
| 2014年 | 忠奸人             | 施嘉莉（Scarlet）   |
| 2014年 | 我們的天空         | 郭麗青              |
| 2014年 | 老表，你好hea！    | 金萍梅              |
| 2015年 | 東坡家事           | 壽安郡主            |
| 2016年 | 潮流教主           | 萬綺華（Martha）    |
| 2016年 | 巨輪II             | 卓 寧（Emily）      |

### 電影
- 《真的戀愛了 （页面存档备份，存于）》（2007年）
- 《蜀山降魔傳》(網絡電影)（2018年）飾 聖母梵天

### 音樂劇
- 《天使外婆》（2009年）

### 節目主持（無綫電視）
| 年份   | 節目名稱           |
|        | TVB8玩美主意       |
|        | TVB8有何貴幹       |
|        | TVB8超級樂壇全接觸 |
|        | TVB8飲食節目甜姐兒 |
|        | TVB8潮知達人       |
| 2015年 | 蜜月到訪           |

### 綜藝節目（無綫電視）
| 年份   | 節目名稱                     |
| 2017年 | 1+1的幸福                    |
| 2017年 | 恩雨之聲 Showers of blessing |

### 綜藝節目（中國大陸）
| 年份   | 節目名稱             | 電視台   |
| 2016年 | 浙江衛視跨年晚會2016 | 浙江衛視 |
| 2016年 | 江蘇衛視春晚         | 江蘇衛視 |
| 2016年 | 浙江衛視跨年晚會2017 | 浙江衛視 |
| 2017年 | 浙江衛視跨年晚會2018 | 浙江衛視 |

### Music Video
- 李克勤 《情非首爾》
- 鄭中基 《三生有幸》
- 劉德華 《繼續談情》
- 麥浚龍 《寫得太多》
- 林峯    《赤地轉機》
- 王祖藍 《擒擒青》
- 鍾嘉欣 《得閒找你》
- 陳曉東 《無仇無怨》
- 劉浩龍 《恢復自由》

## 無線月曆
- 2006年 - 11/12月 - 郭可盈、馬德鐘、麥長青、黃德斌、郭政鴻、李思捷、曹敏莉、李詩韻、楊思琦、司徒瑞祈
- 2007年 - 1月 - 丘凱敏、彭冠期、姚子羚、佘詩曼、林保怡、崔建邦、胡定欣
- 2008年 - 11月 - 郭晉安、鄭嘉穎、宋芝齡、朱慧敏、丘凱敏、佘詩曼、宣萱
- 2009年 - 8月 - 陳法拉、胡定欣、楊秀惠、徐淑敏、葉翠翠、呂慧儀、陳自瑤

## 書籍著作
- 2018年1月 《暖。男廚房》

## 獎項記錄

### 獎項
| 年份   | 獎項                                | 劇集/作品 | 角色 | 結果 |
| ------ | ----------------------------------- | --------- | ---- | ---- |
| 2004年 | 2004年溫哥華華裔小姐競選 冠軍       | －        | －   | 獲獎 |
| 2004年 | 2004年溫哥華華裔小姐競選 最上鏡小姐 | －        | －   | 獲獎 |
| 2004年 | 2004年溫哥華華裔小姐競選 優美體態獎 | －        | －   | 獲獎 |
| 2005年 | 2005年度國際中華小姐競選 冠軍       | －        | －   | 獲獎 |

### 提名
| 年份   | 獎項                                             | 劇集/作品 | 角色   | 結果 |
| ------ | ------------------------------------------------ | --------- | ------ | ---- |
| 2014年 | TVB 馬來西亞星光薈萃頒獎典禮2014 最喜愛TVB女配角 | 忠奸人    | 施嘉莉 | 提名 |
| 2014年 | 萬千星輝頒獎典禮2014 最佳女配角                  | 忠奸人    | 施嘉莉 | 提名 |

## 慈善活動
- 2019年12月，李亞男與王祖藍自掏腰包舉行「聖誕『童樂日』」，邀請一眾藝人包括阮兆祥、陳嘉佳、梁嘉琪、香港基督徒歌手小組、黃汝燊等，為龍耳、傷聚義工小組、家福會及LIFEWIRE等的有需要家庭及兒童，舉行一個「有得食又有得玩」的聖誕聯歡派對。[10]

## 外部連結
- 李亞男的新浪微博
- 李亞男的Facebook專頁
- 李亞男的Facebook專頁 (私人Profile)
- 李亞男的Instagram帳戶
- 李亞男的小紅書帳戶 （页面存档备份，存于）

| 前任： 鍾嘉欣 | 溫哥華華裔小姐競選冠軍 2004年 | 繼任： 李培禎 |